# Дыржавен
Дыржавен (болг. Държавен) — село без постоянного населения в Болгарии. Находится в Старозагорской области, входит в общину Мыглиж.

## Политическая ситуация
Дыржавен подчиняется непосредственно общине и не имеет своего кмета.
Кмет (мэр) общины Мыглиж — Стойчо Иванов Цанев (Болгарская социалистическая партия (БСП)) по результатам выборов.